# Lægemiddelkonsulent
En lægemiddelkonsulent (exam.pharm.cons.) er en sundhedsuddannet medicinsk-farmaceutisk rådgiver, der informerer omkring lægemidlers farmakologi, dvs. medicinske anvendelsesområder, virkninger, bivirkninger, interaktioner, forholdsregler, kontraindikationer osv. Den engelske betegnelse for lægemiddelkonsulent er pharmaceutical consultant, pharmaceutical adviser eller pharmaceutical advisor.
 Denne artikel bør gennemlæses af en person med fagkendskab for at sikre den faglige korrekthed.

## Lægemiddelkonsulenters grunduddannelse
Lægemiddelkonsulenters grunduddannelse (tidligere også kaldet LIF-uddannelsen eller MEDIF/MEFA-uddannelsen) er en privat uddannelse, der tages hos Atrium, som ejes af Lægemiddelindustriforeningen (LIF). Lægemiddelkonsulentuddannelsen er en basisuddannelse for alle, der formidler viden om lægemidler. Deltagerbetalingen for det samlede uddannelsesforløb (inkl. studiematerialer, undervisning og eksamensafgifter) er ca. 80.800 kr. ekskl. moms (pr. juli 2019).
Lægemiddelkonsulentuddannelsen består af følgende obligatoriske moduler. Hvert skal afsluttes med en eksamen:
- Forstå Lægemiddelindustrien
- Anatomi og fysiologi (online kursus)
- Sygdomslære (online kursus)
- Farmakologi I
- Farmakologi II
- Farmakologi III

Derudover skal deltagere tage to af følgende valgfri kurser: 
- Market access nu og i fremtiden
- Market access rammer og beslutningsprocesser
- Market access på tværs af organisationen
- Styrk markedsoptagelsen af dit produkt
- Strategisk brug af sales intelligence
- Forstå evidens
- Agil brandplanlægning

Uddannelsen til eksamineret lægemiddelkonsulent ligger på et meget højt fagligt niveau svarende til niveauet og pensum på sygeplejeskeuddannelsen. Lægemiddelkonsulentuddannelsen anses for at være både intensiv og tidskrævende, idet der er tale om en deltidsuddannelse, som er beregnet til at skulle tages ved siden af sit almindelige daglige lønarbejde. Undervisningen foregår i form af enten weekendkurser, online kurser eller ugentlige aftenkurser og varetages af udvalgte dr.med.'er, speciallæger, overlæger og ph.d.'er. Undervisningen finder sted hos Atrium eller online. Udover undervisningen skal den lægemiddelkonsulentstuderende (stud.pharm.cons.) regne med en stor del selvstudium, pensumforberedelse og opgaveskrivning.
Der er ingen særlige adgangskrav for at blive optaget på uddannelsen til lægemiddelkonsulent (exam.pharm.cons.-uddannelsen), hvilket betyder, at enhver i princippet kan søge optagelse. På grund af det høje sundhedsvidenskabelige medicinsk-farmaceutiske faglige niveau er det dog som regel kun personer med en videregående sundhedsuddannelse – typisk personer med en uddannelsesmæssig baggrund som for eksempel sygeplejerske, læge, farmakonom (lægemiddelkyndig) eller farmaceut – der er søger om optagelse.  
Siden en lovændring den 1. april 1995 har det været obligatorisk at bestå alle eksamensmoduler på Lægemiddelkonsulentuddannelsen for at kunne arbejde som lægemiddelkonsulent i Danmark – uanset ens uddannelsesmæssige baggrund.

## Lægemiddelkonsulenters arbejdsområder
Lægemiddelkonsulenter formidler typisk deres viden gennem informationsbesøg, konferencer, kurser, forelæsninger eller foredrag over for andre sundhedsuddannede personer – typisk privatpraktiserende og sygehusansatte læger, tandlæger og dyrlæger samt medicinal-, sygehus- og apoteksansatte farmakonomer og farmaceuter.
Lægemiddelkonsulenter beskæftiger sig også med undervisning og efteruddannelse af sundhedspersonale. Nogle lægemiddelkonsulenter underviser og informerer patienter og deres pårørende omkring deres medicin og medicinske behandling. De fleste lægemiddelkonsulenter er tilknyttede private medicinal- og lægemiddelvirksomheder, hvoraf nogle arbejder som produktspecialister eller apoteksspecialister. Visse lægemiddelkonsulenter er ansat i den offentlige sektor som regionale lægemiddelkonsulenter (tidligere amtslige lægemiddelkonsulenter).

## Lægemiddelkonsulenter i Danmark
I Danmark er der siden 1972 blevet uddannet lidt over 2.000 eksaminerede lægemiddelkonsulenter, hvoraf kun omkring 500 i dag er aktive som lægemiddelkonsulenter. Resten er beskæftiget andetsteds. Dette skyldes, at størstedelen tager lægemiddelkonsulentuddannelsen (LIF-uddannelsen) som faglig relevant efter- eller videreuddannelse uden at bruge den til at søge stilling som lægemiddelkonsulenter bagefter.

## Eksterne kilder, links og henvisninger
- Atriums hjemmeside
- Lægemiddelindustriforeningens (LIF's) hjemmeside
- UddannelsesGuidens information om lægemiddelkonsulenters uddannelse og erhverv Arkiveret 10. juni 2007 hos  Wayback Machine
- Artikel om en lægemiddelkonsulent ansat i medicinalvirksomheden Bristol-Myers Squibb (Webside ikke længere tilgængelig)
- Artikel om en lægemiddelkonsulent ansat i medicinalvirksomheden GlaxoSmithKline Arkiveret 12. oktober 2007 hos  Wayback Machine
- Artikel om en lægemiddelkonsulent ansat i medicinalvirksomheden McNeil (Webside ikke længere tilgængelig)
- Artikel om en lægemiddelkonsulent ansat i medicinalvirksomheden Pfizer (Webside ikke længere tilgængelig)